# Кристин Кавана
Кристин Џозефин Кавана (енгл. Christine Josephine Cavanaugh; рођена Сандберг; Јута, 16. август 1963 — 22. децембар 2014) била је америчка глумица која је имала специфичан начин говора и позајмила је глас великом броју цртаних ликова. Најпознатија је као глас Чакија из Рагретса и као оригиналан глас Декстера из Декстерове Лабораторије. Прекинула је са својим радом 2001. године због личних разлога. Умрла је 22. децембра 2014. године у 51. години од леукемије.